# 宇治團地前停留場
宇治團地前停留場（日语：／ Ujidanchi mae teiryūjō */?），是位於高知縣吾川郡伊野町枝川，土佐電交通伊野線的電車站。本站鄰近高知市和伊野町的邊界咥內坂，與鄰站咥內停留場之間會越過該斜坡。而兩電車站之間的距離長達892米，是土佐電交通中站與站之間的最長距離。

## 歷史
此電車站在1908年（明治41年），伊野線咥內至枝川之間的最後開通區間開通同時啟用。在啟用當時的電車站名稱為宇治學校前停留場（日语：／），在1976年（昭和51年）改名為宇治團地前。
- 1908年（明治41年）2月20日 - 土佐電氣鐵道宇治學校前停留場啟用[1][2]。
- 1976年（昭和51年）11月3日 - 電車站改名為宇治團地前停留場[1][2]。
- 2014年（平成26年）10月1日 - 土佐電氣鐵道、高知縣交通（日语：高知県交通）和土佐電Dream Service（日语：土佐電ドリームサービス）合併，土佐電交通成立[3]。成為土佐電交通的電車站。

## 電車站構造
電車站是建造在專用路軌上，設有2面1線的相對式月台上。路軌北邊為播磨屋橋方向月台，南邊為伊野方向乘車處。兩邊的乘車處都在安全島（月台）上。

## 電車站周邊
電車站位於咥內坂的西邊入口、伊野線離開此電車站前往高知市方向中，首先經過上斜路段，當中坡度達千分之29。電車站附近設有住宅團地，也有一些工場。南邊設有Hello Work。
- 宇治團地
- 高知縣道386號朝倉伊野線（舊國道33號（日语：国道33号））
- 「宇治團地前」巴士站

## 相鄰電車站
土佐電交通
伊野線
咥內－宇治團地前－八代通
- 在2014年（平成26年）前，此電車站與鄰站八代通停留場之間曾經設有八代號誌站。

## 注腳
1. 1 2 3  《土佐電鉄が走る街 今昔》99・156-158頁
2. 1 2 3  今尾惠介（監修）. . 11 中国四国. 新潮社. 2009: 60. ISBN 978-4-10-790029-6 （日语）.
3. ↑  上野宏人. . 毎日新聞 (毎日新聞社). 2014-10-02 （日语）.
4. 1 2  川島令三. . 【図説】 日本の鉄道. 第2巻 四国西部エリア. 講談社. 2013: 43・94頁. ISBN 978-4-06-295161-6 （日语）.
5. 1 2 3  《土佐電鉄が走る街 今昔》46頁
6. ↑  川島令三.  四国篇. 草思社. 2007: 289. ISBN 978-4-7942-1615-1 （日语）.